# Augustinianum (revista)
Augustinianum és una revista acadèmica bianual revisada per experts que cobreix l'estudi dels Pares de l'Església. Des del 1961, la revista ha publicat més de 3.800 articles i ressenyes en aquest camp. La revista està editada per Antonio Gaytán i publicada per l'Institut Patrístic Augustinianum (Roma). L'accés en línia a tots els números el proporciona el Centre de Documentació de Filosofia.